# Херувим
Херувими (хебр. כרובים) су бестелесне силе, духовна бића које се помињу у Библији. У хришћанској иконографији приказују се као крилата бића. Верује се да су бића најближа Богу, након Серафима.

## У Старом завету
У Књизи постања (3:24) помињу се херувими наоружани „пламеним мачем“, који су чували улаз у Рај. Цар Давид описује керувиме као бића која носе Бога. Тако у Књизи о царевима стоји да „Господ седи на херувима“ на више места у стиховима (4:4), (6:2), (37:16) и другим местима.
При изради Ковчега завета Цар Соломон је наредио да се исече дрво маслине од њега израде огромне херувиме и покрију их златом тако да буду велики десет лаката (око 5 m). Ти херувими чувани су у јеврејском храму у Јерусалиму.
Слике херувима су везене на завесе које су стајале на улазу у Светињу над светињама (Књига Изласка (26:31)).

## У јеврејској традицији
Према Књизи постања, херувиме је Бог створио трећег дана. Према другом извору, они су били прва жива бића, створена у свету.
У Талмуду се помињу четири створења која пророк Језекиљ видео око престола Божијег.
Јеврејско предање говори да када је фараон гонио Јеврејски народ преко Црвеног мора, Бог је ношен керувимима на престолу узнет са тог места.

## У хришћанству
Хришћанска теологија првобитно није имала дефинитиван став према природи херувима. Мишљења су била подељена да ли они постоје као бића или су само симболи и слике које представљају деловање Бога. Тако је Филон Александријски видео у херувимима само симболичку вредност. Међутим, Климент Александријски, почиње да одступа од овог става и о херувимима као и о другим анђелима говори као о бићима.
Од 4. века и почиње да доминира учење да су херувими створења, мада постоји извесна одступања.
Теодор Студит назива херувиме највиши од свих бића и најближи Богу. Његов став је подржан од стране римокатоличких теолога почев од Томе Аквинског и протестантских почев од Карла Фридриха Кејла.
Херувиме је описао Псеудо-Дионисије у својој књизи „О небеској хијерархији“ као: „Херувими су божанске силе - имају способност да прихвати светлост и ум Божији у свим његовим манифестацијама, имају своју мудрост и своју уметност - уче и информишу друге како да се одобрена од стране обиље своје мудрости“
У православној Литургији пева се молитва под називом Херувимска песма:Иже Херувими, тајно образујушче и животворјашчеј Тројицје... 